# Lindavista (sydöstra Las Margaritas kommun)
Lindavista är en ort i Mexiko.   Den ligger i kommunen Las Margaritas och delstaten Chiapas, i den sydöstra delen av landet, 900 km öster om huvudstaden Mexico City. Lindavista ligger 564 meter över havet och antalet invånare är 157.
Terrängen runt Lindavista är kuperad. Runt Lindavista är det ganska glesbefolkat, med 30 invånare per kvadratkilometer. Närmaste större samhälle är Amparo Aguatinta, 5,6 km väster om Lindavista. I omgivningarna runt Lindavista växer i huvudsak städsegrön lövskog.